# 2002年日本賽馬
2002年日本賽馬（日語：2002年の日本競馬），是2002年（平成14年）日本賽馬界發生的重大事件及各項賽事的記錄。

## 重要事件概要

### 中央競馬

#### 東京競馬場裝修
東京競馬場於本年舉辦包含東京優駿（日本打吡）在內的第3輪東京賽事後，將會關閉進行跑道及看台裝修工程。屆時第4及第5輪東京賽事將會移師至中山競馬場舉行，重要賽事秋季天皇賞將繼續維持2000米的路程，而鑑於中山競馬場跑道的限制，日本盃及日本盃泥地大賽將會分別縮程至2200米及1800米。同時，為免中山競馬場舉辦賽事的承載壓力過大，原本的第4輪中山賽事將會移師至新潟競馬場舉行，屆時短途馬錦標亦會於新潟競馬場舉辦，為新潟首次舉行一級賽。

## 時間表

### 1月-3月
- 1月4日 - 新潟縣競馬因應大雪取消第3場及之後的賽事，同時本日亦為新潟縣競馬最後一日舉辦賽事[1]。
- 1月6日 - 「廣受歡迎」勝出石榴石錦標，成為首匹勝出日本分級賽的8歲雌馬。同日，「大和德州」於東京競馬場舉行退役儀式[1]。
- 1月13日 - 「Roman Empire」及「Yamanin Seraphim」於京成盃取平頭冠軍。同日，「好歌劇」及「名將戶仁」於京都競馬場舉行共同退役儀式[1]。
- 1月18日 - 因應前練馬師田原成貴於違反《銃炮刀劍類所持等取締法》及《覺醒劑取締法》被判有罪，日本中央競馬會對其處於禁止參與賽馬事務15年的處罰[2]。
- 1月20日 - 「黃金旅程」於京都競馬場舉行退役儀式[1]。
- 1月29日 - 騎師蛯名正義取得第33屆日本職業體育功勞賞[1]。
- 1月30日 - 由中央轉籍至地方的「Emocion」的審查失誤而無法參戰川崎紀念。
- 2月3日 - 「Gaily Flash」於絲路錦標取勝，成為日本首匹勝出分級賽的9歲馬。
- 2月17日 - 「愛麗數碼」勝出二月錦標，繼上年度一哩冠軍南部盃、秋季天皇賞及香港盃後達成一級賽四連勝。同日，「飛箭」於東京競馬場舉行退役儀式[1]。
- 2月23日 - 騎師武豐出賽第10000場賽事，成為第8位達成此數字的騎師，同時亦為最快及最年輕的達成者。
- 2月24日 - 騎師武豐於中山競馬場第3場賽事進行時墮馬，盤骨嚴重骨折。
- 3月13日 - 日本中央競馬會原定將競馬學校由千葉縣白井市搬遷至栃木縣湯津上村（今大田原市），但出於自然保護角度取消計劃[1][3]。
- 3月14日 - 日本中央競馬會宣佈將擴大春秋兩場天皇賞及菊花賞的外國產馬出賽名額，同時此計劃亦會推行至其他賽事[3]。
- 3月23日 - 杜拜世界盃賽馬日於阿聯酋詩柏馬場舉行，出戰杜拜世界盃的「愛麗數碼」及「快得勝」分別取得第六及第十一、出戰杜拜金莎軒錦標的「廣受歡迎」取得第六、出戰杜拜司馬經典賽的「Hot Secret」取得第七[1]。
- 3月24日 - 隨着新潟縣競馬的廢止，於三條競馬場的場外投注所關閉，而新潟競馬場的地方競馬投注所則被特別區競馬組合接管，於4月2日啟用[4]。
- 3月25日 - 地方全國競馬協會召開地方競馬振興委員會並舉行第一屆會議[4]。
- 3月30日 - 日本中央競馬會針對配備瀏覽器的行動電話所設置的IPAT服務正式啟用[4]。

### 4月-6月
- 4月2日 - 南關東公營競馬開始接受「單T」及「三重彩」的投注[4]。
- 4月6日 - 岩手競馬位於青森縣十和田市的場外投注所Tele Truck開設[4]。
- 4月7日 - 由北海道轉籍至中央、俗稱圈地馬的「Arrow Carry」勝出櫻花賞，為1994年「Oguri Roman」後勝出此賽事的第二匹圈地馬。
- 4月13日 - 澳洲代表「St.Steven」勝出中山跳欄大賽，為首匹勝出此賽事的外國訓練馬。
- 4月14日 - 騎師岡冨俊一於平地及跳欄賽事均達成第100場頭馬，成為日本第四位達成此成就的騎師[4]。
- 4月20日 - 騎師武豐傷愈於京都競馬場復出，並於翌日策騎「Hagino High Grade」勝出心宿二錦標。
- 4月21日 - 女皇盃於香港沙田馬場舉行，參戰的「榮進寶蹄」及「愛麗數碼」分別取得冠軍及亞軍，為首次有日本訓練馬於海外一級賽包辦連贏[4]。
- 4月27日 - 練馬師池江泰郎達成第500場頭馬。
- 5月19日 - 「Hagino High Grade」以2分22.3秒勝出東海錦標，打破泥地2300米賽道世界記錄。
- 5月26日 - 騎師武豐策騎「谷野美酒」勝出東京優駿（日本打吡），成為首位三度勝出此賽事的騎師，同時來場觀戰的小泉純一郎亦成為33年以來再一位觀看此賽事的在職內閣總理大臣[4]。
- 6月2日 - 「喜高善」勝出安田紀念，自1998年朝日盃三歲錦標以來時隔3年6個月再度勝出一級賽，騎師後藤浩輝亦達成個人一級賽首勝。
- 6月13日 - 「South Vigorous」以56.8秒勝出北海道短途盃，打破泥地1000米賽道日本記錄。
- 6月15日 - 福島競馬場及位於福島縣西鄉村的Wins新白河率先試行接受「二重彩」及「單T」類型的投注，於1個月後推行至全國。
- 6月21日 - 國際賽事編錄標準委員會認定阪神大賞典為國際二級賽，而富士錦標及武藏野錦標則為國際三級賽[4]。

### 7月-9月
- 7月13日 - 位於東京都港區的場外投注所Wins汐留開設。同日，由輓馬賽事及北海道競馬共同管理、位於北海道苫小牧市的場外投注所Aiba苫小牧開設[5]。
- 7月18日 - 日本中央競馬會宣佈由2003年起，若地方騎師報考中央騎師執照，會考慮其於中央出賽的實績並減少考核項目[5]。
- 7月20日 - 位於長崎縣佐世保市的Wins佐世保開設[5]。
- 8月16日 - 位於島根縣益田市的益田競馬場關閉[5]。
- 8月19日 - 對日本近代賽駒血統由重大影響的種馬「週日寧靜」死亡[5]。
- 8月17日 - 大井競馬場第8場賽事因為發生爆冷，「三重彩」的賠率為97528.2倍，打破日本記錄[6]。
- 8月31日 - 小倉競馬場因颱風鹿莎吹襲而將賽事推遲至9月2日舉行[5]。
- 9月21日 - 騎師武豐達成第2000場頭馬，成為第4名達成此成就的騎師，同時亦為刷新河內洋的記錄成為最快且最年輕的達成者。
- 9月23日 - 位於大阪府大阪市的廣播設施「Gate J.」開設[7]。
- 9月29日 - 「信念」勝出短途馬錦標，成為「週日寧靜」首匹勝出1200米途程一級賽的子嗣。

### 10月-12月
- 10月5日 - 多拉爾錦標於法國隆尚馬場舉行，參戰的「飛鷹茶座」獲得季軍。
- 10月6日 - 凱旋門大賽於法國隆尚馬場舉行，參戰的「曼城茶座」取得第十三，賽後被檢查出患有肌腱炎並退役[7]。
- 10月16日 - 日本中央競馬會於美國購入種馬「Charismatic」[7]。
- 10月20日 - 皋月賞馬「莫名其妙」於菊花賞開閘後隨即將騎師武豐甩落馬盃被判比賽中止，而其作為第一人氣粗略估計令價值約110億日圓的彩票瞬間作廢。
- 10月27日 - 由於東京競馬場裝修，本年度秋季天皇賞35年來再度於中山競馬場舉行。同時，騎師岡部幸雄策騎「吉兆」勝出此賽事，刷新以53歲11個月28日刷新最年長一級賽冠軍騎師的記錄之餘，亦憑借此勝利成為首位於中央四大馬場均勝出過天皇賞的騎師。
- 11月10日 - 無敗秋華賞馬「美妙姿勢」勝出女皇伊利沙伯二世盃，成為1996年此賽事開放給予年長馬匹後首匹獲勝的3歲馬。
- 11月20日 - 京都府警察以涉縣違反《競馬法》及受賄為由拘捕前京都競馬場場長[8]。
- 11月22日 - 曾生產出1993年日本馬王「琵琶晨光」及1994年三冠馬「成田拜仁」的早田牧場申請破產，11月25日札幌地方裁判所接納破產宣佈，清查後債務總額超過58億1000萬日圓[9]。
- 11月29日 - 足利市政府宣佈至翌年3月廢止足利競馬[7]。
- 12月8日 - 騎師福永祐一策騎「Eishin Champ」勝出朝日盃未來錦標，繼上星期策騎「Peace of World」勝出阪神兩歲牝馬錦標後再度勝出2歲一級賽，亦為首位於2歲雄馬及雌馬一級賽均取得勝利的騎師。
- 12月15日 - 香港國際賽事於香港沙田馬場舉行，出戰香港短途錦標的「湘南之戰」及「信念」分別取得第十及第十二、出戰香港一哩錦標的「東海角」及「喜高善」分別取得季軍及殿軍、出戰香港盃的「榮進寶蹄」取得第五。
- 12月21日 - 騎師Rochelle Lockett策騎「Gilded Age」勝出中山大障礙，成為首位勝出日本一級賽的女騎師[10]。
- 12月22日 - 柏兆雷策騎「吉兆」勝出有馬紀念，成為首位勝出此賽事的日本騎師。同日，「曼城茶座」於中山競馬場舉行退役儀式。

## 各賽事結果

### 中央競馬・平地一級賽
| 賽事名                         | 賽事名                         | 賽事名                         | 優勝馬         | 性齡 | 騎師                     | 練馬師                   | 所屬    |
| 月日                           | 馬場                           | 距離                           | 優勝馬         | 性齡 | 馬主                     | 馬主                     | 時間    |
| ------------------------------ | ------------------------------ | ------------------------------ | -------------- | ---- | ------------------------ | ------------------------ | ------- |
| 第19回二月錦標                 | 第19回二月錦標                 | 第19回二月錦標                 | 愛麗數碼       | 雄5  | 四位洋文                 | 白井壽昭                 | JRA栗東 |
| 2月17日                        | 東京競馬場                     | 泥1600米                       | 愛麗數碼       | 雄5  | 渡邊孝男                 | 渡邊孝男                 | 1:35.1  |
| 第32回高松宮紀念               | 第32回高松宮紀念               | 第32回高松宮紀念               | 湘南之戰       | 雄4  | 藤田伸二                 | 大久保洋吉               | JRA美浦 |
| 3月24日                        | 中京競馬場                     | 草1200米                       | 湘南之戰       | 雄4  | 國本哲秀                 | 國本哲秀                 | 1:08.4  |
| 第62回櫻花賞                   | 第62回櫻花賞                   | 第62回櫻花賞                   | Arrow Carry    | 雌3  | 池添謙一                 | 山内研二                 | JRA栗東 |
| 4月7日                         | 阪神競馬場                     | 草1600米                       | Arrow Carry    | 雌3  | 矢野秀春                 | 矢野秀春                 | 1:34.3  |
| 第62回皋月賞                   | 第62回皋月賞                   | 第62回皋月賞                   | 莫名其妙       | 雄3  | 都爾                     | 池江泰郎                 | JRA栗東 |
| 4月14日                        | 中山競馬場                     | 草2000米                       | 莫名其妙       | 雄3  | 前田晉二                 | 前田晉二                 | 1:58.5  |
| 第125回春季天皇賞              | 第125回春季天皇賞              | 第125回春季天皇賞              | 曼城茶座       | 雄4  | 蛯名正義                 | 小島太                   | JRA美浦 |
| 4月28日                        | 京都競馬場                     | 草3200米                       | 曼城茶座       | 雄4  | 西川清                   | 西川清                   | 3:19.5  |
| 第7回NHK一哩賽                 | 第7回NHK一哩賽                 | 第7回NHK一哩賽                 | 千里通         | 雄3  | 勝浦正樹                 | 杉浦宏昭                 | JRA美浦 |
| 5月4日                         | 東京競馬場                     | 草1600米                       | 千里通         | 雄3  | Shadai Race Horse Co Ltd | Shadai Race Horse Co Ltd | 1:33.1  |
| 第63回優駿牝馬（日本橡樹大賽） | 第63回優駿牝馬（日本橡樹大賽） | 第63回優駿牝馬（日本橡樹大賽） | 明日微笑       | 雌3  | 吉田豐                   | 勢司和浩                 | JRA栗東 |
| 5月19日                        | 東京競馬場                     | 草2400米                       | 明日微笑       | 雌3  | 飯田正剛                 | 飯田正剛                 | 2:27.7  |
| 第69回東京優駿（日本打吡）     | 第69回東京優駿（日本打吡）     | 第69回東京優駿（日本打吡）     | 谷野美酒       | 雄3  | 武豐                     | 松田國英                 | JRA栗東 |
| 5月26日                        | 東京競馬場                     | 草2400米                       | 谷野美酒       | 雄3  | 谷水雄三                 | 谷水雄三                 | 2:26.2  |
| 第52回安田紀念                 | 第52回安田紀念                 | 第52回安田紀念                 | 喜高善         | 雄6  | 後藤浩輝                 | 橋田滿                   | JRA栗東 |
| 6月2日                         | 東京競馬場                     | 草1600米                       | 喜高善         | 雄6  | 近藤利一                 | 近藤利一                 | 1:33.3  |
| 第43回寶塚紀念                 | 第43回寶塚紀念                 | 第43回寶塚紀念                 | 烈焰快駒       | 雄4  | 藤田伸二                 | 山内研二                 | JRA栗東 |
| 6月23日                        | 阪神競馬場                     | 草2200米                       | 烈焰快駒       | 雄4  | 山元哲二                 | 山元哲二                 | 2:12.9  |
| 第36回短途馬錦標               | 第36回短途馬錦標               | 第36回短途馬錦標               | 信念           | 雌4  | 武豐                     | 松元茂樹                 | JRA栗東 |
| 9月29日                        | 新潟競馬場                     | 泥1200米                       | 信念           | 雌4  | 前田幸治                 | 前田幸治                 | 1:07.7  |
| 第7回秋華賞                    | 第7回秋華賞                    | 第7回秋華賞                    | 美妙姿勢       | 雌3  | 武豐                     | 伊藤雄二                 | JRA栗東 |
| 10月13日                       | 京都競馬場                     | 草2000米                       | 美妙姿勢       | 雌3  | 伏木田達男               | 伏木田達男               | 1:58.1  |
| 第63回菊花賞                   | 第63回菊花賞                   | 第63回菊花賞                   | 菱鑽奇寶       | 雄3  | 角田晃一                 | 佐山優                   | JRA栗東 |
| 10月20日                       | 京都競馬場                     | 草3000米                       | 菱鑽奇寶       | 雄3  | 阿部雅一郎               | 阿部雅一郎               | 3:05.9  |
| 第126回秋季天皇賞              | 第126回秋季天皇賞              | 第126回秋季天皇賞              | 吉兆           | 雄3  | 岡部幸雄                 | 藤澤和雄                 | JRA美浦 |
| 10月28日                       | 中山競馬場                     | 草2000米                       | 吉兆           | 雄3  | 象徵牧場                 | 象徵牧場                 | 1:58.5  |
| 第27回女皇伊利沙伯二世盃       | 第27回女皇伊利沙伯二世盃       | 第27回女皇伊利沙伯二世盃       | 美妙姿勢       | 牝3  | 武豐                     | 伊藤雄二                 | JRA栗東 |
| 11月10日                       | 京都競馬場                     | 草2200米                       | 美妙姿勢       | 牝3  | 伏木田達男               | 伏木田達男               | 2:13.2  |
| 第19回一哩冠軍賽               | 第19回一哩冠軍賽               | 第19回一哩冠軍賽               | 東海角         | 閹6  | 蛯名正義                 | 後藤由之                 | JRA美浦 |
| 11月17日                       | 京都競馬場                     | 草1600米                       | 東海角         | 閹6  | 内村正則                 | 内村正則                 | 1:32.8  |
| 第3回日本盃泥地大賽            | 第3回日本盃泥地大賽            | 第3回日本盃泥地大賽            | 飛鷹茶座       | 雄5  | 戴圖理                   | 小島太                   | JRA美浦 |
| 11月23日                       | 中山競馬場                     | 泥2100米                       | 飛鷹茶座       | 雄5  | 西川清                   | 西川清                   | 1:52.2  |
| 第22回日本盃                   | 第22回日本盃                   | 第22回日本盃                   | 飛霸           | 雄4  | 戴圖理                   | 戴安華                   | 意大利  |
| 11月24日                       | 中山競馬場                     | 草2400米                       | 飛霸           | 雄4  | Scuderia Rencati         | Scuderia Rencati         | 2:23.8  |
| 第54回阪神兩歲牝馬錦標         | 第54回阪神兩歲牝馬錦標         | 第54回阪神兩歲牝馬錦標         | Peace of World | 雌2  | 福永祐一                 | 坂口正大                 | JRA栗東 |
| 12月1日                        | 阪神競馬場                     | 草1600米                       | Peace of World | 雌2  | 飯田正                   | 飯田正                   | 1:34.7  |
| 第54回朝日盃未來錦標           | 第54回朝日盃未來錦標           | 第54回朝日盃未來錦標           | Eishin Champ   | 雄2  | 福永祐一                 | 瀬戶口勉                 | JRA栗東 |
| 12月8日                        | 中山競馬場                     | 草1600米                       | Eishin Champ   | 雄2  | 平井豐光                 | 平井豐光                 | 1:33.5  |
| 第47回有馬紀念                 | 第47回有馬紀念                 | 第47回有馬紀念                 | 吉兆           | 雄3  | 柏兆雷                   | 藤澤和雄                 | JRA美浦 |
| 12月22日                       | 中山競馬場                     | 草2500米                       | 吉兆           | 雄3  | 象徵牧場                 | 象徵牧場                 | 2:32.6  |

### 中央競馬・跳欄一級賽
| 賽事名            | 賽事名            | 賽事名            | 優勝馬     | 性齡 | 騎師                  | 練馬師                | 所屬    |
| 月日              | 馬場              | 距離              | 優勝馬     | 性齡 | 馬主                  | 馬主                  | 時間    |
| ----------------- | ----------------- | ----------------- | ---------- | ---- | --------------------- | --------------------- | ------- |
| 第4回中山跳欄大賽 | 第4回中山跳欄大賽 | 第4回中山跳欄大賽 | St.Steven  | 閹8  | 方紀德                | 韋拿                  | 澳洲    |
| 4月13日           | 中山競馬場        | 障4250米          | St.Steven  | 閹8  | 韋拿                  | 韋拿                  | 4:50.9  |
| 第125回中山大障礙 | 第125回中山大障礙 | 第125回中山大障礙 | Gilded Age | 雄5  | Rochelle Lockett      | 松元茂樹              | JRA栗東 |
| 12月21日          | 中山競馬場        | 障4250米          | Gilded Age | 雄5  | North Hills Managment | North Hills Managment | 4:51.6  |

### 地方競馬・一級賽
| 賽事名                  | 賽事名                  | 賽事名                  | 優勝馬        | 性齡 | 騎師                     | 練馬師                   | 所屬     |
| 月日                    | 馬場                    | 距離                    | 優勝馬        | 性齡 | 馬主                     | 馬主                     | 時間     |
| ----------------------- | ----------------------- | ----------------------- | ------------- | ---- | ------------------------ | ------------------------ | -------- |
| 第51回川崎紀念          | 第51回川崎紀念          | 第51回川崎紀念          | 攝政王        | 雄6  | 吉田豐                   | 大久保洋吉               | JRA美浦  |
| 1月30日                 | 川崎競馬場              | 泥2100米                | 攝政王        | 雄6  | 大原詔宏                 | 大原詔宏                 | 2:16.2   |
| 第25回帝王賞            | 第25回帝王賞            | 第25回帝王賞            | 桂冠河        | 雄5  | 松永幹夫                 | 山本正司                 | JRA栗東  |
| 6月19日                 | 大井競馬場              | 泥2000米                | 桂冠河        | 雄5  | Laurel Racing Co Ltd     | Laurel Racing Co Ltd     | 2:03.7   |
| 第4回日本泥地打吡       | 第4回日本泥地打吡       | 第4回日本泥地打吡       | 黃金魅力      | 雄3  | 武豐                     | 池江泰郎                 | JRA栗東  |
| 7月4日                  | 大井競馬場              | 泥2000米                | 黃金魅力      | 雄3  | Shadai Race Horse Co Ltd | Shadai Race Horse Co Ltd | 2:04.1   |
| 第17回打吡大獎賽        | 第17回打吡大獎賽        | 第17回打吡大獎賽        | 黃金魅力      | 雄3  | 武豐                     | 池江泰郎                 | JRA栗東  |
| 9月23日                 | 盛岡競馬場              | 泥2000米                | 黃金魅力      | 雄3  | Shadai Race Horse Co Ltd | Shadai Race Horse Co Ltd | 2:08.1   |
| 第15回一哩冠軍南部盃    | 第15回一哩冠軍南部盃    | 第15回一哩冠軍南部盃    | 東寶皇帝      | 雄6  | 菅原勲                   | 千葉四美                 | 岩手水澤 |
| 10月14日                | 盛岡競馬場              | 泥1600米                | 東寶皇帝      | 雄6  | 東豐物產                 | 東豐物產                 | 1:38.7   |
| 第2回日本育馬場盃短途賽 | 第2回日本育馬場盃短途賽 | 第2回日本育馬場盃短途賽 | Sterling Rose | 雄5  | 福永祐一                 | 北橋修二                 | JRA栗東  |
| 11月4日                 | 盛岡競馬場              | 泥1200米                | Sterling Rose | 雄5  | Kyoei Co Ltd             | Kyoei Co Ltd             | 1:11.4   |
| 第2回日本育馬場經典賽   | 第2回日本育馬場經典賽   | 第2回日本育馬場經典賽   | 尊師重道      | 雄3  | 藤田伸二                 | 松田博資                 | JRA栗東  |
| 11月4日                 | 盛岡競馬場              | 泥2000米                | 尊師重道      | 雄3  | 近藤利一                 | 近藤利一                 | 2:05.6   |
| 第53回全日本兩歲優駿    | 第53回全日本兩歲優駿    | 第53回全日本兩歲優駿    | 烏托邦        | 雄2  | 河內洋                   | 橋口弘次郎               | JRA栗東  |
| 12月25日                | 川崎競馬場              | 泥1600米                | 烏托邦        | 雄2  | 金子真人                 | 金子真人                 | 1:42.4   |
| 第48回東京大賞典        | 第48回東京大賞典        | 第48回東京大賞典        | 黃金魅力      | 雄3  | 武豐                     | 池江泰郎                 | JRA栗東  |
| 12月29日                | 大井競馬場              | 泥2000米                | 黃金魅力      | 雄3  | Shadai Race Horse Co Ltd | Shadai Race Horse Co Ltd | 2:05.6   |

### 阿拉伯馬・主要賽事
| 賽事名                                  | 賽事名                                  | 賽事名                                  | 優勝馬     | 性齡 | 騎師     | 練馬師   | 所屬   |
| 月日                                    | 馬場                                    | 距離                                    | 優勝馬     | 性齡 | 馬主     | 馬主     | 時間   |
| --------------------------------------- | --------------------------------------- | --------------------------------------- | ---------- | ---- | -------- | -------- | ------ |
| Tama Tsubaki紀念第2回全日本阿拉伯大賞典 | Tama Tsubaki紀念第2回全日本阿拉伯大賞典 | Tama Tsubaki紀念第2回全日本阿拉伯大賞典 | Marine Leo | 雄6  | 宇都英樹 | 戶澤肇   | 名古屋 |
| 5月26日                                 | 福山競馬場                              | 泥1800米                                | Marine Leo | 雄6  | 玉木岡大 | 玉木岡大 | 2:00.0 |

### 海外賽事勝利
| 賽事名       | 賽事名       | 賽事名       | 賽事名       | 優勝馬   | 性齡 | 騎師     | 練馬師   | 所屬    |
| 月日         | 地區         | 馬場         | 距離         | 優勝馬   | 性齡 | 馬主     | 馬主     | 時間    |
| ------------ | ------------ | ------------ | ------------ | -------- | ---- | -------- | -------- | ------- |
| 第28屆女皇盃 | 第28屆女皇盃 | 第28屆女皇盃 | 第28屆女皇盃 | 榮進寶蹄 | 雄5  | 福永祐一 | 北橋修二 | JRA栗東 |
| 4月21日      | 香港         | 沙田馬場     | 草2000米     | 榮進寶蹄 | 雄5  | 平井豐光 | 平井豐光 | 2:02.5  |

## 馬匹獎項

### JRA賞
- 馬王：吉兆（雄3、美浦・藤澤和雄馬房）
- 最佳2歲雄馬：Eishin Champ（雄2、栗東・瀨戶口勉馬房）
- 最佳2歲雌馬：Peace of World（雌2、栗東・坂口正大馬房）
- 最佳3歲雄馬：吉兆（雄3、美浦・藤澤和雄馬房）
- 最佳3歲雌馬：美妙姿勢（雌3、栗東・伊藤雄二馬房）
- 最屆4歲及以上雄馬：曼城茶座（雄4、美浦・小島太馬房）
- 最佳4歲及以上雌馬：Diamond Biko（雌4、美浦・藤澤和雄馬房）
- 最佳短途馬：喜高善（雄6、栗東・橋田滿馬房）
- 最佳泥地馬：黃金魅力（雄3、栗東・池江泰郎馬房）
- 最佳跳欄馬：Gilded Age（雄5、栗東・松元茂樹馬房）
- 最佳父內國產馬：東海角（閹6、美浦・後藤由之馬房）

### NAR大獎
- 馬王：東寶皇帝（雄6、水澤・千葉四美馬房）
- 最佳2歲純種馬：Black Mirage（雄2、北海道・林正夫馬房）
- 最佳3歲純種馬：Himitsu Heiki（雄3、船橋・岡林光浩馬房）
- 最佳4歲及以上純種馬：東寶皇帝（雄6、水澤・千葉四美馬房）
- 最佳2歲阿拉伯馬：Cool Fortune（雄2、福山・鋤田久馬房）
- 最佳3歲阿拉伯馬：Mr Sax（雄3、園田・佐佐木勝彥馬房）
- 最佳4歲及以上阿拉伯馬：Marine Leo（雄6、名古屋・戶澤肇馬房）
- 最佳雌馬：Name Value（雌4、船橋・川島正行馬房）
- 最佳短途馬：Ein Ein（雄5、大井・赤間清松馬房）
- 最佳輓馬：Super Pegasus（雄6、旭川・大友榮人馬房）
- 泥地分級賽最佳馬匹：黃金魅力（雄3、栗東・池江泰郎馬房）
- 特別表彰：黃金魅力（雄3、栗東・池江泰郎馬房）

## 人物獎項

### JRA賞
- 冠軍練馬師：藤澤和雄（美浦、51勝）
- 最高勝率練馬師：伊藤雄二（栗東、18.8%勝率）
- 最高獎金練馬師：藤澤和雄（美浦、21億3105萬7000日圓獎）
- 優秀技術練馬師：藤澤和雄（美浦）
- 冠軍騎師：武豐（栗東・自由身、133勝）
- 關東冠軍騎師：柴田善臣（美浦・自由身、120勝）
- 關西冠軍騎師：武豐（栗東・自由身、133勝）
- 最高勝率騎師：武豐（栗東・自由身、29.1%勝率）
- 最高獎金騎師：武豐（栗東・自由身、32億3183萬3200日圓獎金）
- 騎師大賞：武豐（栗東・自由身）
- 冠軍跳欄賽騎師：熊澤重文（栗東・自由身、13勝）
- 冠軍新人騎師：從缺

### NAR大獎
- 最佳練馬師：川島正行（船橋）
- 最佳騎師：石崎隆之（船橋・出川龍一馬房）
- 優秀新人騎師：石崎駿（船橋・佐藤賢二馬房）
- 優秀女騎師：佐藤希世子（帶廣・尾瀨富雄）
- 最佳運動精神獎：小林俊彦（水澤・小林義明馬房）
- 特別賞：小牧太（園田・曾和直榮馬房）、古川博（豐洋牧場牧場負責人）

## 退役馬

### 1月
- 名將大道[11]
- 大和德州[1]
- Tashiro Spring[12]
- Tenpai[12]
- 礦脈[2]

### 2月
- Behind the Mask[13]
- Eishin Rudens[13]
- Taiki Polar[13]
- 愛美波士[14]
- Headship[15]
- Taiki Dia[15]
- 飛箭[1]
- Golden Tiara[16]

### 3月
- 痛快駒

### 4月
- 快得勝[17]
- 廣受歡迎[17]
- Lady Ballade[18]
- Aydin Summer[18]

### 6月
- Jo Big Bang[19]
- 大德之都[20]
- Osumi Dyna

### 7月
- Gokai [21]

### 8月
- Hisako Bomber[22]

### 9月
- 谷野美酒[23]
- Charisma Sun Opera[24]
- 華盛頓色[25]

### 10月
- Toshi the Mika[26]
- 曼城茶座
- 目白情人[27]
- Yamanin Respect[28]

### 11月
- 全能靈駒[29]
- Big Viking[30]
- 第一絲綢[30]
- Zachariah [30]
- Air Smap[31]

### 12月
- Oiwake Hikari[8]
- Maquereau[8]
- Arrow Carry[32]
- 城中金星[32]
- 空中神宮
- American Boss[33]
- Hikoki Gumo[33]

## 誕生

### 馬匹
本年誕生的馬匹為2005年經典世代
- 1月28日 - 情人節
- 2月4日  - Air Messiah
- 2月18日 - Lailaps
- 2月20日 - Shonan Peintre
- 2月25日 - Dantsu Kitcho
- 2月26日 - 雷神精靈
- 2月27日 - Merci A Time
- 3月1日 - Admire Fuji
- 3月5日 - 超預感
- 3月9日 - Daring Heart
- 3月12日 - Bonneville Record
- 3月16日 - Sans Adieu
- 3月18日  - Lofty Aim
- 3月22日 - Pride Kim
- 3月23日 - 關之影
- 3月25日 -  大震撼
- 3月27日 - 金剛力王
- 3月29日 - 鈴鹿鳳凰
- 3月31日 - 西沙里奧
- 4月4日 - 萊茵力量
- 4月6日 - 太陽祭、玫瑰十字
- 4月9日 - 榮進代表
- 4月10日 - 赤兔馬、T M Dragon
- 4月12日  - Felicia
- 4月16日 - King Joy
- 4月24日 - Nishino Nurse Call
- 4月25日 - Don Cool
- 4月30日 - Sunrise Bacchus
- 5月3日 - Maruka Rascal
- 5月10日 - Meiner Recolte

### 人物
- 3月10日 - 池谷匠翔（騎師）
- 7月8日 - 西谷凜（騎師）
- 8月1日 - 飛田愛斗（騎師）
- 9月2日 - 水沼元輝（騎師）
- 9月8日 - 永野猛藏（騎師）
- 10月11日 - 松本大輝（騎師）
- 10月27日 - 永島真奈美（騎師）
- 11月26日 - 小林勝太（騎師）

## 逝世

### 馬匹
- 2月27日 - Max Beauty
- 6月18日 - 目白雅丹[34]
- 7月11日 - 最後橫掃[35]
- 7月16日 - 神鷹[5]
- 8月19日 - 週日寧靜[5]
- 8月29日 - Monte Prince

### 人物
- 3月14日 - 鈴木三好（訓練助手）[3]
- 4月14日 - 上田三千夫（前練馬師）
- 7月18日 - 新井仁 (練馬師) [36]
- 7月30日 - 松田由太郎（前練馬師） [37]
- 8月29日 - 元石正雄 （前練馬師）[38]
- 9月11日 - 菅谷禎高（練馬師）[39]
- 10月21日 - 井西泰政 （騎師）[40]